# Cabrobó
Cabrobó este un oraș în Pernambuco (PE), Brazilia.